# フィールドコンバット
『フィールドコンバット』 (Field Combat) は、1985年にジャレコがリリースしたアーケードゲーム。同年7月9日には同社よりファミリーコンピュータ版が発売された。また、2003年よりiアプリでリメイク版『フィールドコンバットDX』も配信されている。
ファミリーコンピュータ版は、2007年6月12日よりWii・バーチャルコンソールで、2013年5月1日よりニンテンドー3DS・バーチャルコンソールで、2015年11月25日よりWii U・バーチャルコンソールで、また2010年7月20日よりプロジェクトEGGで、それぞれ配信されている。

## 概要
シューティングゲーム。敵ユニットをキャプチャービームで捕獲して仲間にした後、フィールド上に呼び出して戦わせることも出来る点が特徴。自機を画面上方へ移動させる任意型の縦スクロール。
AC版ではゲートをくぐる（FC版にある砲台は存在しない）か敵を全滅させればステージクリアとなり、FC版ではフィールド最上部にある4門の砲台を破壊してゲートに到達すればクリアとなる。
ゲートをくぐる前に敵ユニットがフィールドに残っていた場合はクリア時にプレイヤー側に寝返る。全6ステージ。BGMにはワルキューレの騎行の出だしの部分が使われている。

## ストーリー
世界征服を目論む、悪の天才科学者「フォゾム」は地球に対して全面戦争を挑んできた。フォゾムは「ニップ」と呼ばれる洗脳する装置を高速飛行円盤・ディオロフに搭載し、世界各地の兵士を洗脳していった。それに対抗するために、地球軍は「キャプチャービーム」という新兵器を開発し攻撃母艦「ジェネシス-3」に搭載、直ちに戦地へと向かわせた。はたして地球軍はフォゾムの野望を打ち破れるだろうか？

## ユニット
ジェネシス-3
自機。UFOのような形状をしている。攻撃手段はミサイルとキャプチャービームの2種類。キャプチャービームを発射している間は移動が出来ない。
ソルジャー
歩兵。バズーカ砲で攻撃して来る。ビームで捕獲した場合は300点、ミサイルを命中させた場合は200点。なお、ミサイルが命中しても死ぬことは無く、その場に倒れた後に退却する。
FL-880
旧型の移動式高射砲。ビームで捕獲した場合は400点、ミサイルで破壊した場合は300点。
キース
6輪式装甲車。ビームで捕獲した場合は500点、ミサイルで破壊した場合は400点。
HEL-99A
戦車。ビームで捕獲した場合は600点、ミサイルで破壊した場合は500点。
ルイス-T
ヘリコプター。空中を高速で移動するため、自機の照準を合わせづらいうえにキャプチャービームでの捕獲が不可能。自軍も最初から3機のヘリを所有しているが、敵軍のヘリはキャプチャー不可のため撃墜されても補充が効かない。敵軍のヘリが出現している場合は、どちらのヘリも空中戦を優先する。
FC版ではプレイヤーの攻撃では撃墜不可能で、自軍のルイス-Tの攻撃が運よく当たるのを期待するしか無い。
ディオロフ
フォゾムが開発した洗脳兵器・ニップを搭載した高速移動円盤。自軍のユニットを拉致して行く。これを利用して、ユニットを拉致して退却している際にミサイルの照準を合わせて撃墜することも可能。
FC版では、自軍のルイス-Tが出現している場合は空中戦を優先する。ルイス-Tの攻撃は通用しないため、撃墜するにはプレイヤーの攻撃以外では不可能。
X-BC
ゲートの前に設置されている4門の砲台。移動能力は持たない。

## 移植版
| No. | タイトル                           | 発売日         | 対応機種                  | 開発元     | 発売元     | メディア                              | 型式       | 売上本数 | 備考                                             |
| --- | ---------------------------------- | -------------- | ------------------------- | ---------- | ---------- | ------------------------------------- | ---------- | -------- | ------------------------------------------------ |
| 1   | フィールドコンバット               | 1985年7月9日   | ファミリーコンピュータ    | トーセ     | ジャレコ   | 192キロビットロムカセット             | JF-04      | -        |                                                  |
| 2   | ジャレココレクション vol.1         | 2003年10月23日 | PlayStation               | PCCW Japan | PCCW Japan | CD-ROM                                | SLPS-03562 | -        |                                                  |
| 3   | フィールドコンバットDX             | 2003年12月     | 504、FOMA （iアプリ）     | PCCW Japan | PCCW Japan | ダウンロード （ジャレコiギャレッソ）  | -          | -        |                                                  |
| 4   | フィールドコンバット               | 2007年6月12日  | Wii                       | トーセ     | ジャレコ   | ダウンロード （バーチャルコンソール） | -          | -        | ファミリーコンピュータ版の移植                   |
| 5   | フィールドコンバット               | 2010年7月20日  | Windows                   | トーセ     | ジャレコ   | ダウンロード （プロジェクトEGG）      | -          | -        | ファミリーコンピュータ版の移植                   |
| 6   | フィールドコンバット               | 2013年5月1日   | ニンテンドー3DS           | トーセ     | ハムスター | ダウンロード （バーチャルコンソール） | -          | -        | ファミリーコンピュータ版の移植                   |
| 7   | フィールドコンバット               | 2015年11月25日 | Wii U                     | トーセ     | ハムスター | ダウンロード （バーチャルコンソール） | -          | -        | ファミリーコンピュータ版の移植                   |
| 8   | 8ビットコレクション ジャレコ Vol.1 | 2017年9月30日  | レトロデュオ （FC互換機） |            | JNNEX      | ロムカセット                          | -          | -        | ファミリーコンピュータ版の移植 他3作品と同時収録 |

## 評価
ゲーム誌『ファミリーコンピュータMagazine』の1991年5月10日号特別付録「ファミコンロムカセット オールカタログ」では、「キャプチャービームで捕まえて仲間にするという発想が新しかった」と紹介されている。

## 三國フィールドコンバット
『三國フィールドコンバット』（さんごく - ）は、2007年より配信された携帯電話アプリ（iアプリ・S!アプリ）。黄巾賊の長・張角の命尽きる間際の妖術で未来の世界から三国時代の中国へ召喚されたジェネシス-3が並み居る英傑達をキャプチャービームで捕獲し、天下統一を目指す。2022年3月17日にはジー・モードが展開する「G-MODEアーカイブス+」作品の一つとしてNintendo Switch向けに発売された。

### ゲーム内容
原作と同じく任意縦スクロールのシューティングゲーム。ジェネシス-3を操り、各ステージ最後にいるボス敵の武将を倒すか捕まえるか敗走させると、最奥の門が開きそこに入るとステージクリアとなる。各ステージに登場する名のある人物はダメージを与えて弱らせるとキャプチャービームで捕える事ができ、ステージクリア後に味方にする事が可能。登場する人物の総数は130人以上、135人となる。捕獲した武将は最大14人まで登用する事ができ、ステージには最大3人まで連れていく事ができる。
武将はそれぞれ作戦という1ステージ毎に1回だけ発動可能な大技を持っており、ボタンを押す事で任意のタイミングで発動させる事ができる。作戦の内容は、画面全体の敵にダメージを与える、自機を含む味方全体の能力を上げる、敵全体の能力を下げるなど、多岐にわたる。また武将にはレアリティーが存在し、GR(グレイターレア)、R(レア)、S(スペシャル)、N(ノーマル)の順でレアリティーが高くなっている。レアリティーの高い武将は能力の高い傾向にあるが、レアリティーの低い武将でステージをクリアすると、ステージクリア時に貰えるスコアが高くなる。
残機なしのライフ制で、自機のライフがなくなるか制限時間が0になるとゲームオーバー、コンティニューした場合はステージセレクト画面へと戻される。

#### アイテム
- 金塊 - スコアアイテム。1万点。
- 麻雀牌 - スコアアイテム。50万点。
- 龍 - スコアアイテム。100万点。
- ジャレコマーク - スコアアイテム。200万点。
- 饅頭 - 自機のライフを小回復させる。
- ラーメン - 自機のライフを中回復させる。
- 肉 - 自機のライフを大回復させる。
- 巻物 - 作戦が全て回復する。
- ビッグミサイル - 自機のミサイル攻撃の爆風が大きくなる。一度取るとゲームオーバーになるまで有効。
- ファイヤー - 自機の攻撃が火炎放射器になる。一定時間炎を放射し続けるが、威力は低く、またチャージ時間も長い。一度取るとゲームオーバーになるまで有効。
- レーザー - 自機の攻撃がレーザーになる。攻撃力が高く敵を貫通するが、チャージ時間がかなり長い。一度取るとゲームオーバーになるまで有効。

### ステージ構成
| 章     | ステージ名     | 難易度   | 敵総大将 |
| ------ | -------------- | -------- | -------- |
| 第一章 | 徐栄の猛襲     | ★        | 徐栄     |
| 第一章 | 汜水関の勇者   | ★★       | 華雄     |
| 第一章 | 決戦虎牢関     | ★★★★     | 董卓     |
| 第二章 | 宛城の罠       | ★        | 張繍     |
| 第二章 | 白馬長史       | ★★       | 公孫瓚   |
| 第二章 | 手負いの狼     | ★★★★★    | 呂布     |
| 第三章 | 長坂坡の燕人   | ★★       | 張飛     |
| 第三章 | 名門にして最強 | ★★★★★    | 袁紹     |
| 第三章 | 赤壁の戦い     | ★★★★★    | 曹操     |
| 第四章 | 落鳳坡の忠臣   | ★★       | 張任     |
| 第四章 | 西涼の錦       | ★★★      | 馬超     |
| 第四章 | 周瑜の進撃     | ★★★★     | 周瑜     |
| 第五章 | 漢中の客将     | ★★       | 龐徳     |
| 第五章 | 成都激震       | ★★★★     | 龐統     |
| 第五章 | 日輪の夢       | ★★★★     | 孫権     |
| 第六章 | 荊州の戦神     | ★★★      | 関羽     |
| 第六章 | 遼来々         | ★★★★     | 張遼     |
| 第六章 | 鶏肋           | ★★★★★    | 劉備     |
| 第七章 | 秋風五丈原     | ★★★★★    | 司馬懿   |
| 第七章 | 夷陵の書生     | ★★★★★    | 陸遜     |
| 第七章 | 天才軍師       | ★★★★★    | 諸葛亮   |
| 第七章 | 三國志大決戦   | ★★★★★★★★ | 呂布     |

### スタッフ
- 企画:長島 直人
- プログラム:岡崎 秀直
- グラフィック:ek-design
- キャラクターデザイン:北乃 友利
- 美術:前河 悠一
- BGM:有限会社 音屋
- SE:株式会社 礼音
- SPECIAL THANKS:苺ジャレコ
- PRODUCED BY:JALECO